# Chiesa dell'Inviolata
La chiesa dell'Inviolata è un luogo di culto cattolico che si trova a Riva del Garda, in largo Guglielmo Marconi, area anticamente esterna al centro abitato. Costruita in stile barocco all'inizio del XVII secolo, rappresenta il più importante monumento architettonico di Riva del Garda.

## Storia

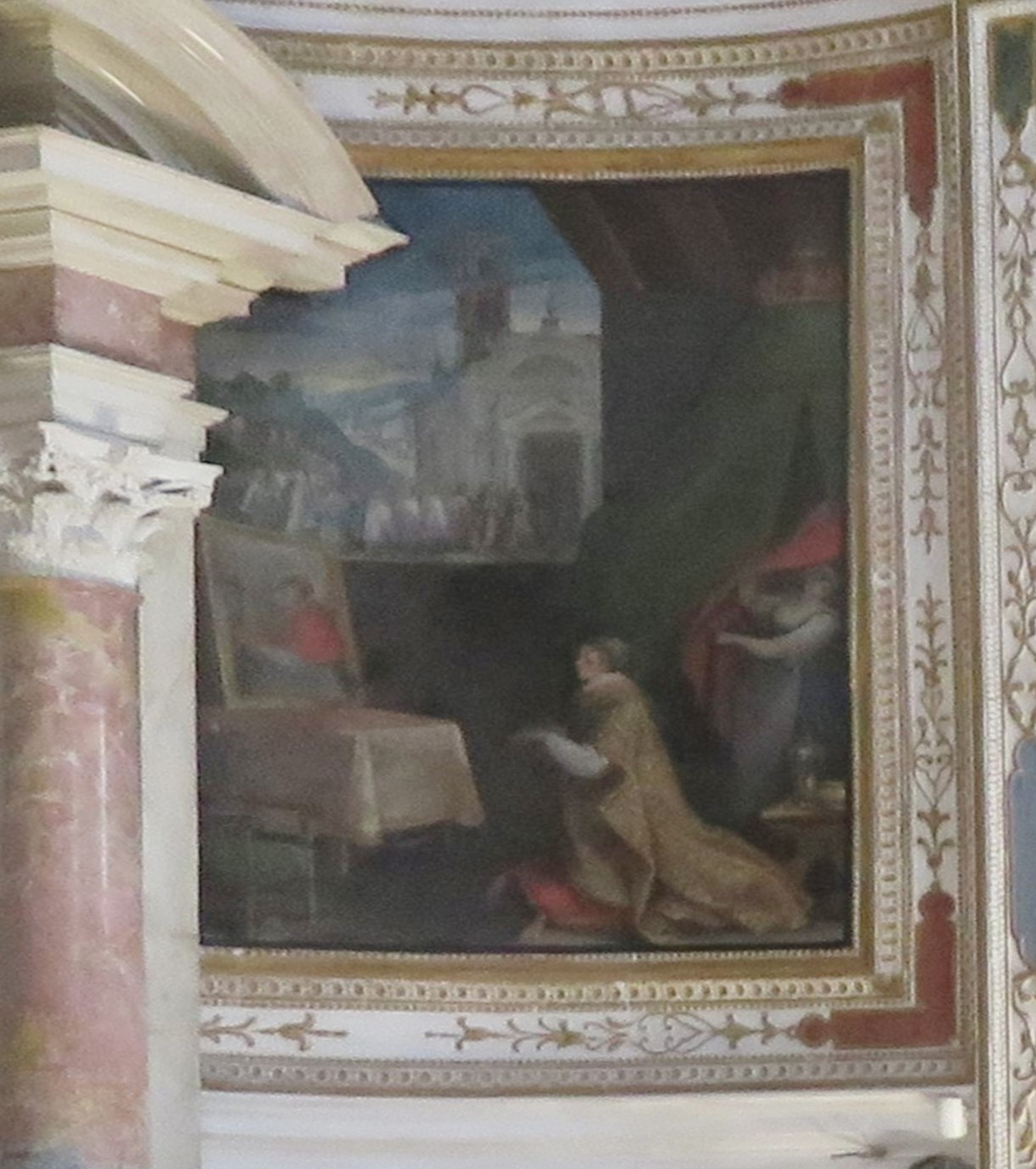
Alfonsina Gonzaga di Novellara-Madruzzo nell'affresco a destra nell'altare di San Carlo

I lavori di costruzione della chiesa vennero iniziati nel 1603 e terminati nel 1639 ma la sua consacrazione ebbe luogo già nel 1636. Fu fortemente voluta da Giannangelo Gaudenzio Madruzzo, governatore di Riva ed Arco, e dalla consorte Alfonsina Gonzaga e lo scopo fu ufficialmente quello di conservare e dare una degna sede all'affresco (ancora oggi presente nella sua nicchia sopra l'altare maggiore) allora oggetto di devozione popolare. 
Il governatore fu appoggiato in questa sua azione dal cugino, il principe vescovo Carlo Gaudenzio Madruzzo, entrambi motivati a sostenere ed a promuovere il culto della Santissima Vergine in una lettura fortemente aderente ai tempi storici.
Nelle intenzioni del governatore e più ancora del principe vescovo infatti appare molto probabile che la celebrazione della Vergine, anche attraverso tutte le opere pittoriche che adornano la chiesa, celi la volontà di rendere evidente la vittoria dell'ortodossia religiosa contro l'eresia. Erano infatti anni postconciliari e in tutta la Chiesa, in particolare in quella trentina, era ritenuta necessaria un'opera di restaurazione.

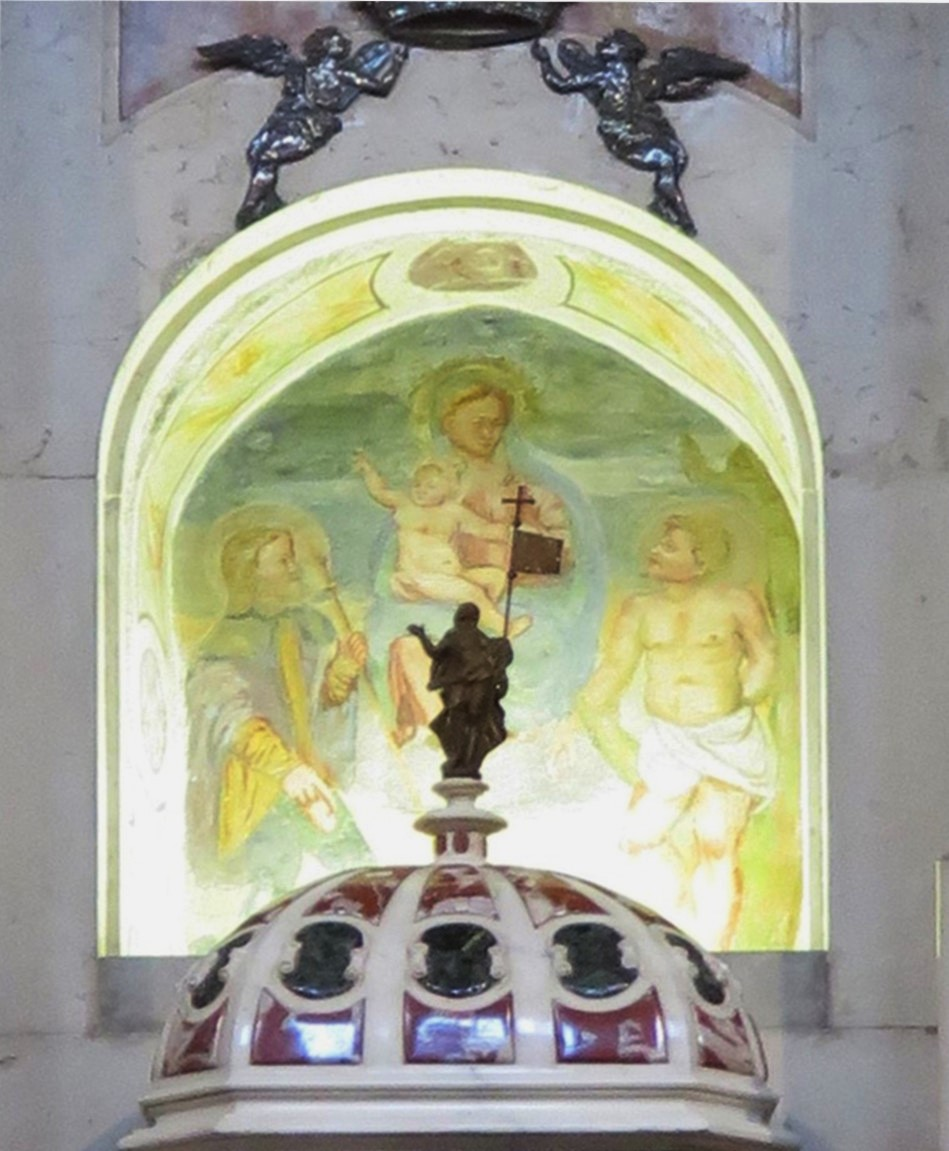
Affresco sull'altare del presbiterio, opera di Bartolomeo Mangiavino

Pochi anni dopo la costruzione della chiesa venne edificato accanto un convento dove vissero i padri incaricati della cura del santuario, appartenenti all’ordine dei Poveri eremiti di san Gerolamo, fondato da Pietro Gambacorta da Pisa.

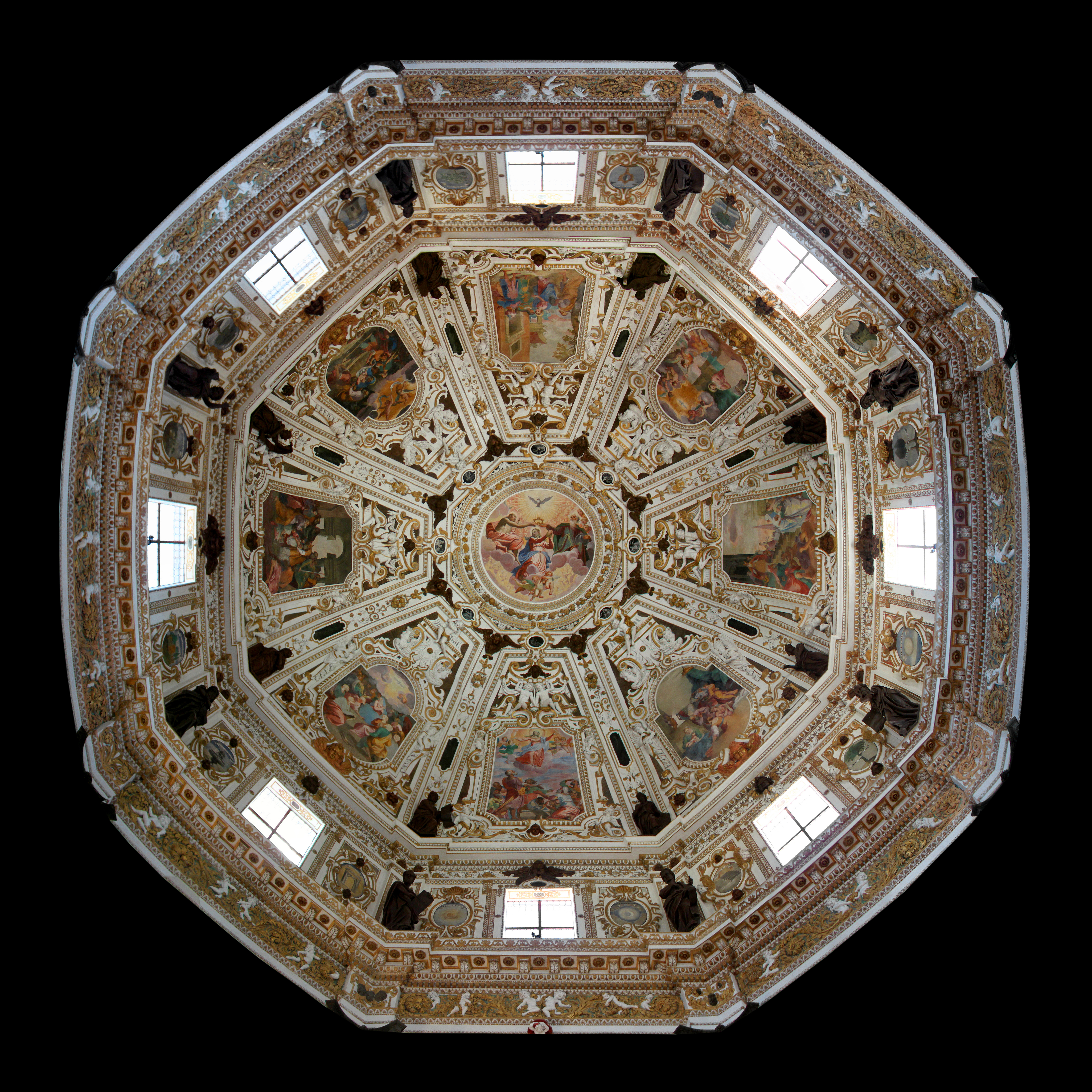
Cupola ottagonale.

Alfonsina Gonzaga di Novellara, la moglie in seconde nozze del governatore Gaudenzio Madruzzo, alla morte del marito curò il completamento della decorazione della chiesa e della costruzione del convento. Nell'Inviolata ora si può ammirare il suo ritratto, eseguito da Martino Teofilo Polacco, nell'altare di sinistra, di fianco alla pala dedicata a san Carlo Borromeo.

### Affresco della Madonna con bambino
Inizialmente l'affresco era chiamato Santa Maria allo Spiazzo perché si trovava in una piccola costruzione che si trovava su un'ampia area allora esterna alla cinta muraria della cittadina di Riva del Garda. Solo in seguito l'affresco e la stessa chiesa costruita per ospitarlo prese il nome attuale, e questo per le motivazioni legate al periodo della controriforma sopra citate.
L'affresco è un'opera cinquecentesca di Bartolomeo Mangiavino di Salò, raffigura la Madonna con il Bambino e in basso, adoranti, i santi Sebastiano e Rocco. L'effigie era ritenuta miracolosa nella tradizione popolare ed era stata meta di pellegrinaggi.

## Edificio
La chiesa dell'Inviolata, quasi certamente disegnata da Pier Maria Bagnadore, è considerata una tra le più belle chiese barocche del Trentino.

### Esterno
Si tratta di un edificio a pianta quadrata e con la parte superiore ottagonale, con il campanile leggermente staccato. 
I tre ingressi sono posizionati sotto portali classicheggianti architravati con due colonne poste a sostenere i frontoni triangolari. 
La struttura compatta dell'insieme presenta tre finestre circolari, sopra ad ogni frontone, e otto grandi finestre rettangolari nella parte superiore che regge la cupola, ognuna ornata da un piccolo frontone triangolare che richiama quelli dei portali. 
L'intera struttura è austera e dominata dalle linee geometriche rettilinee.

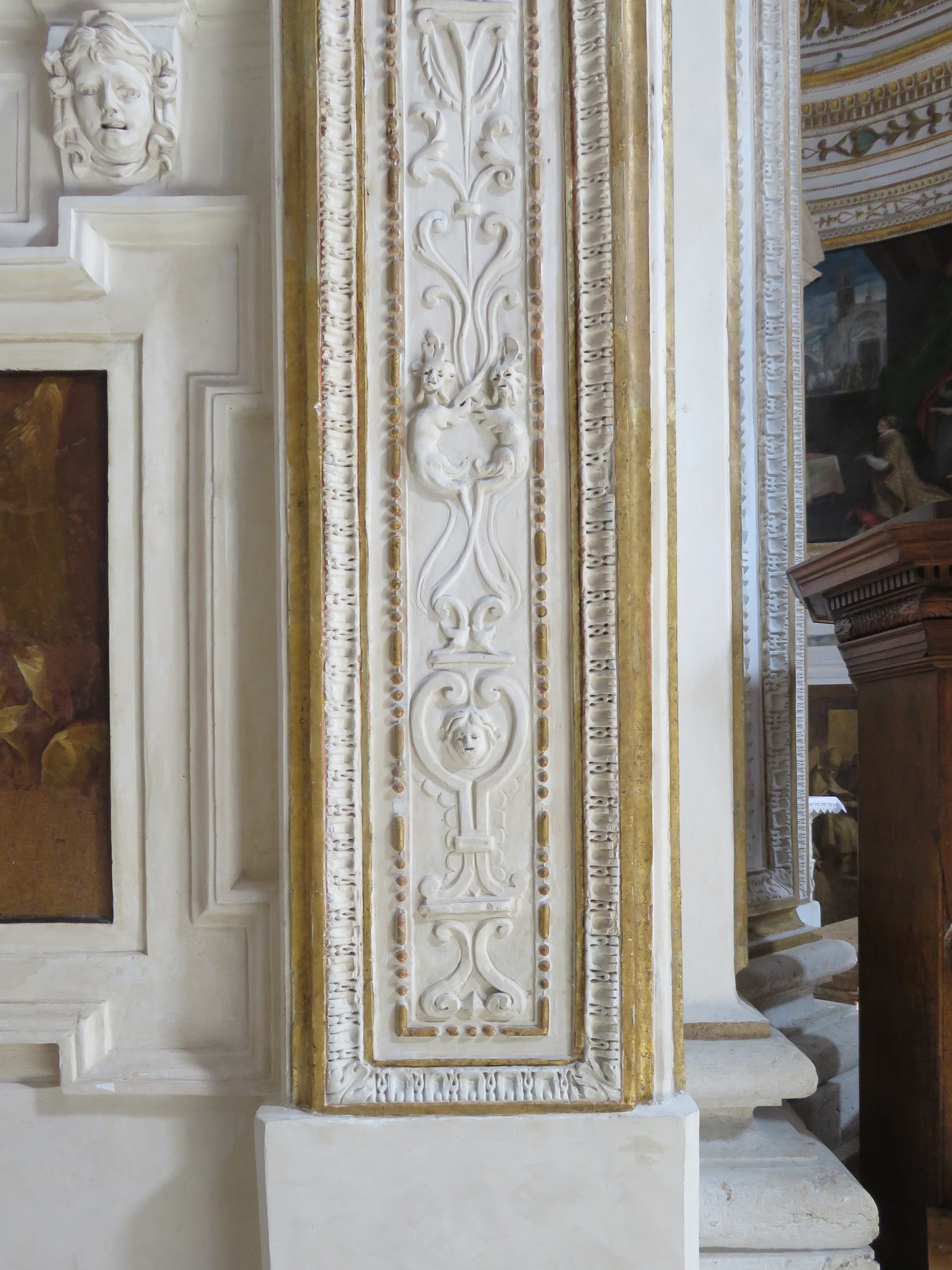
Particolare degli stucchi su una parasta

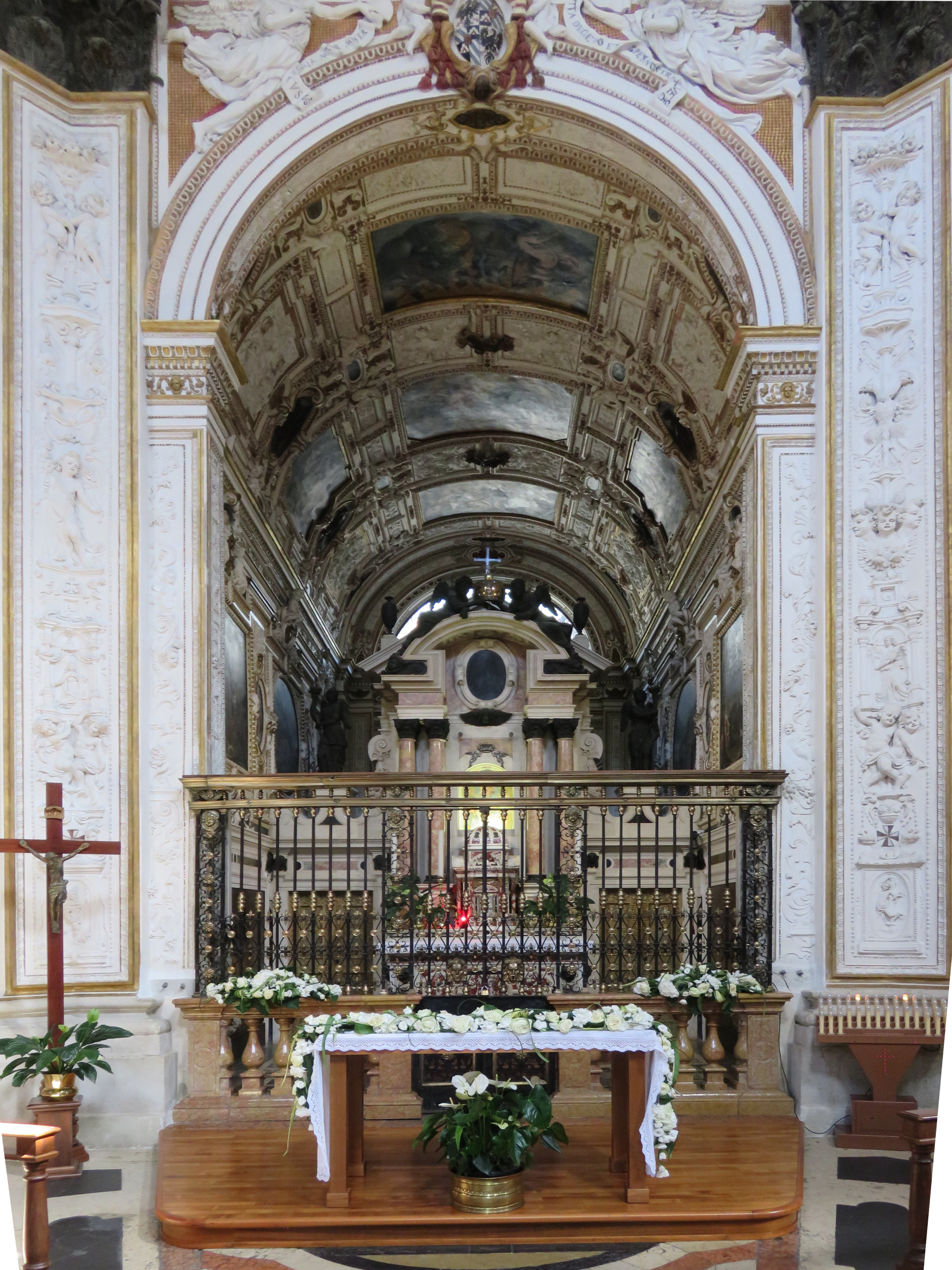
Presbiterio.

### Interno
L'interno è a pianta ottagonale, costruito con paraste sovrapposte sormontate nella volta da archi a tutto sesto. Comprende l'altare maggiore, quattro cappelle laterali e tre ingressi, uno principale e due laterali. È ricchissimo di stucchi, dorature, affreschi, dipinti e statue che adornano gli ingressi, l'altare maggiore e la parte alta della chiesa.
Racchiude, tra le altre, le pale d'altare dedicate a san Carlo Borromeo, san Gerolamo e san Onofrio  del pittore Jacopo Palma il Giovane.
Dietro l'altare c'è un dipinto con Cristo in croce (la morte della Madonna, il diluvio universale, la bestia dell'Apocalisse) opera di Pietro Ricchi detto il Lucchese. 
C'è un coro in legno intarsiato con scene dell'antico testamento in ogni stallo.  Gli stucchi che ornano quasi tutte le superfici sono di Davide Reti.

#### Quattro cappelle laterali e relative pale d'altare
Nella chiesa si possono ammirare quattro grandi pale disposte sopra i quattro altari laterali.

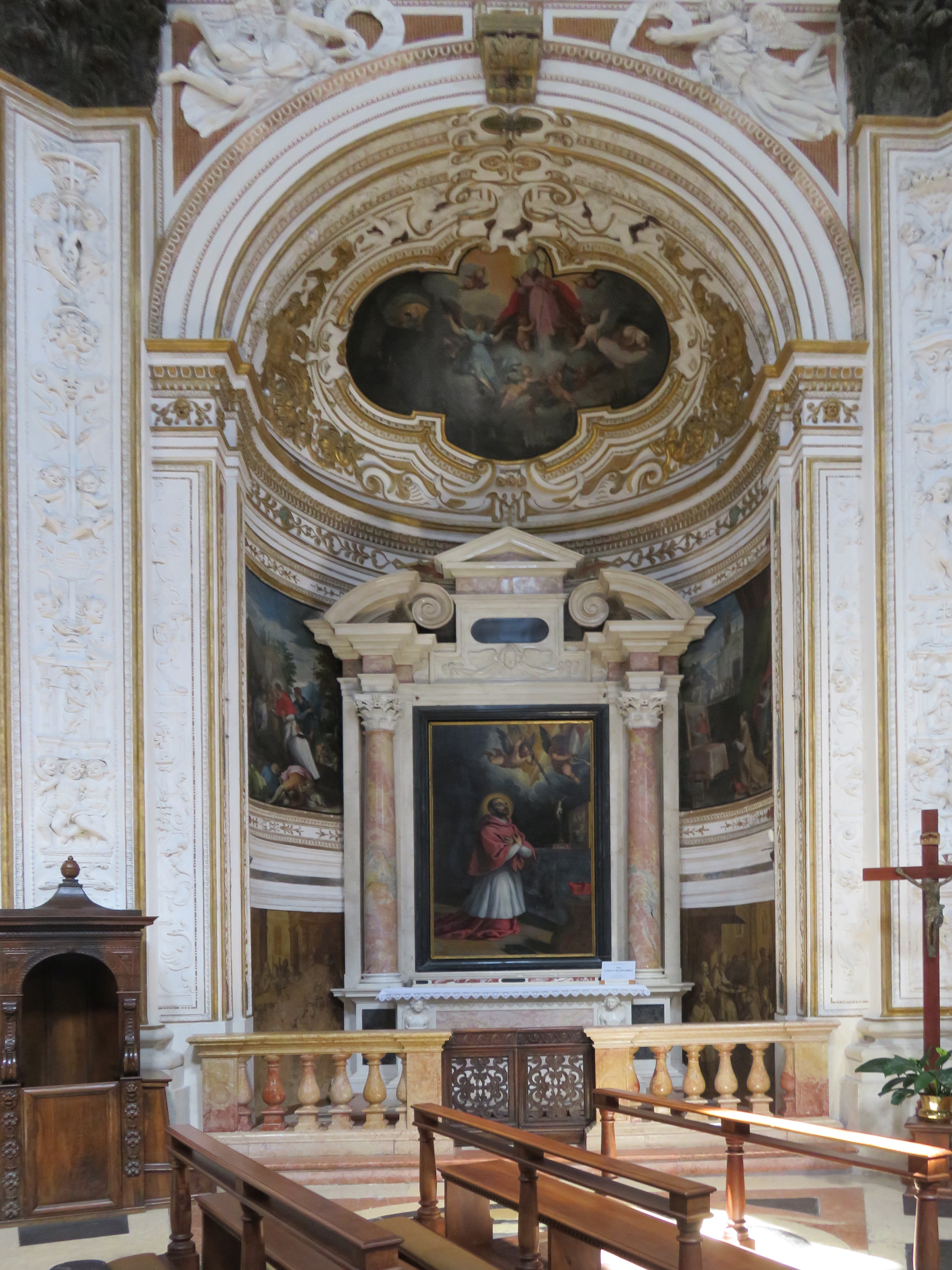
Cappella San Carlo Borromeo
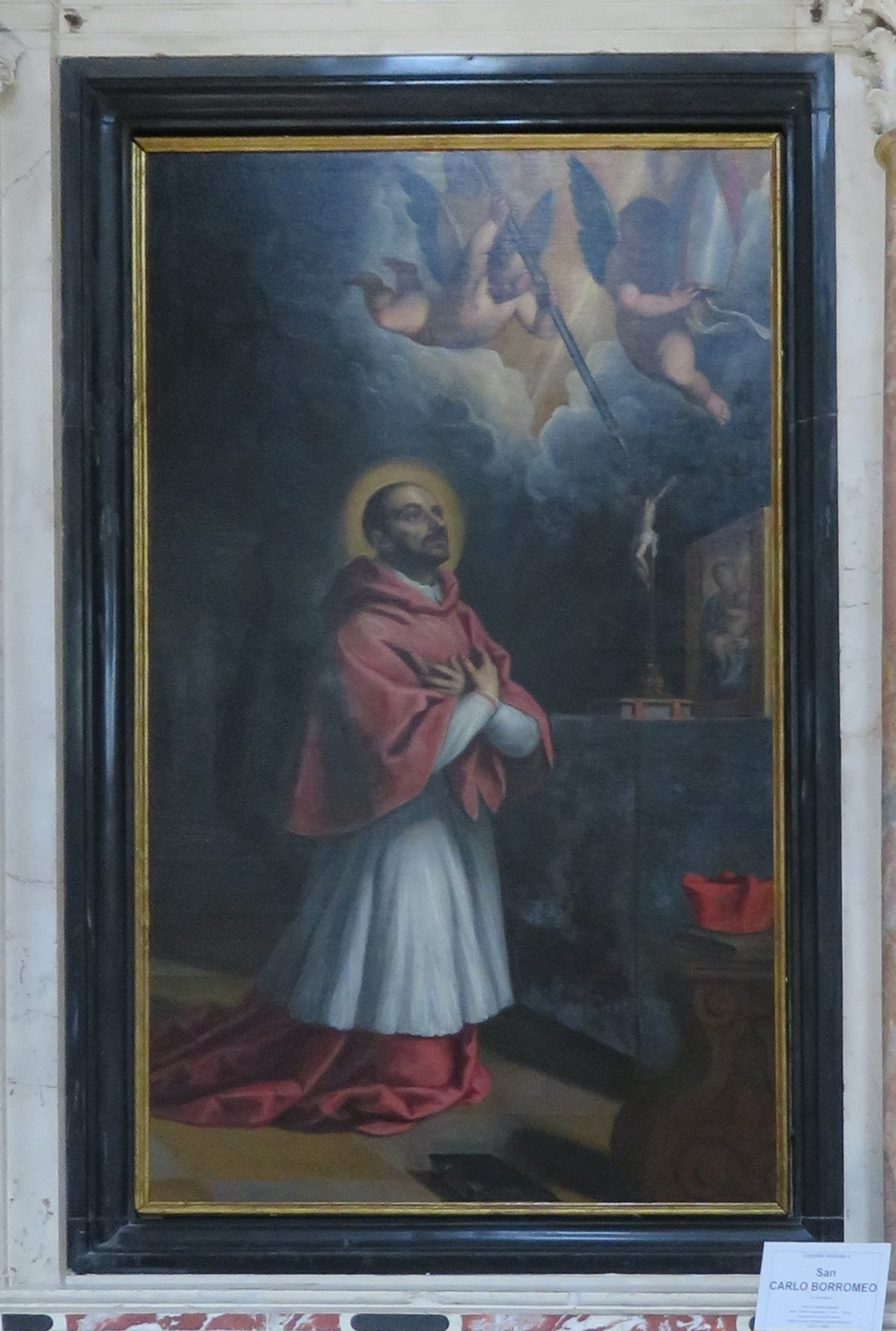
Pala di san Carlo Borromeo, opera di Jacopo Palma il Giovane
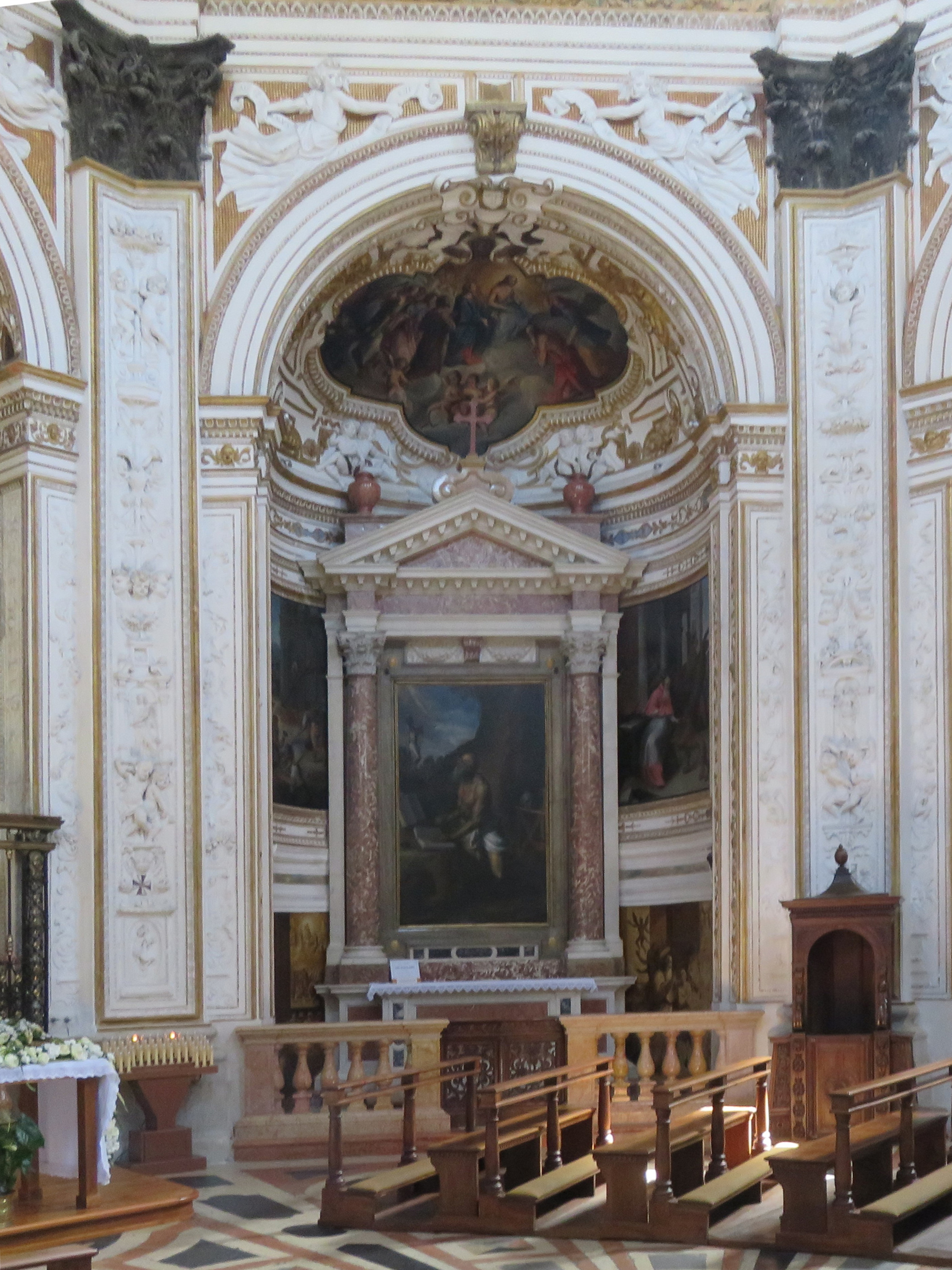
Cappella San Gerolamo
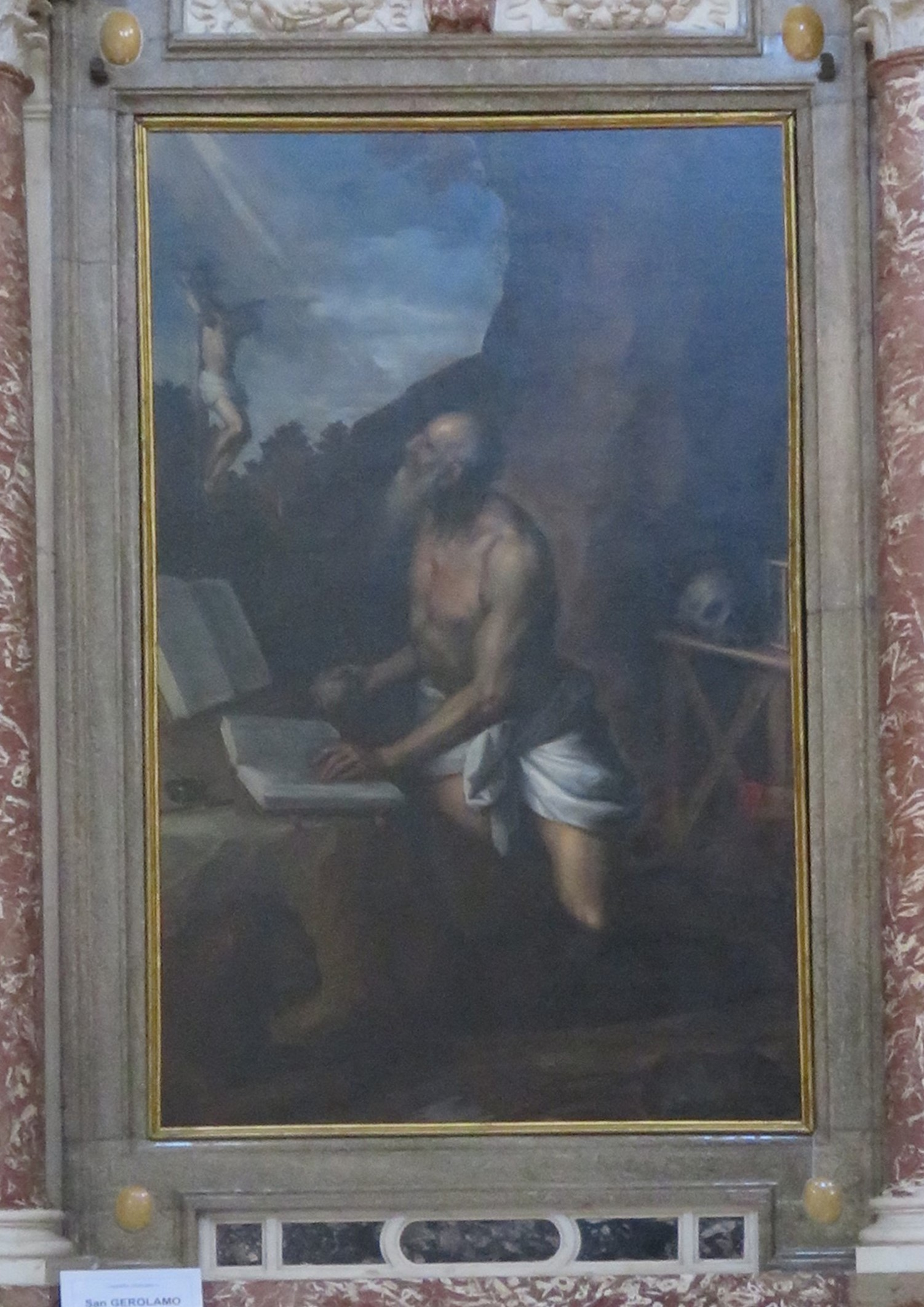
Pala di san Gerolamo, opera di Jacopo Palma il Giovane
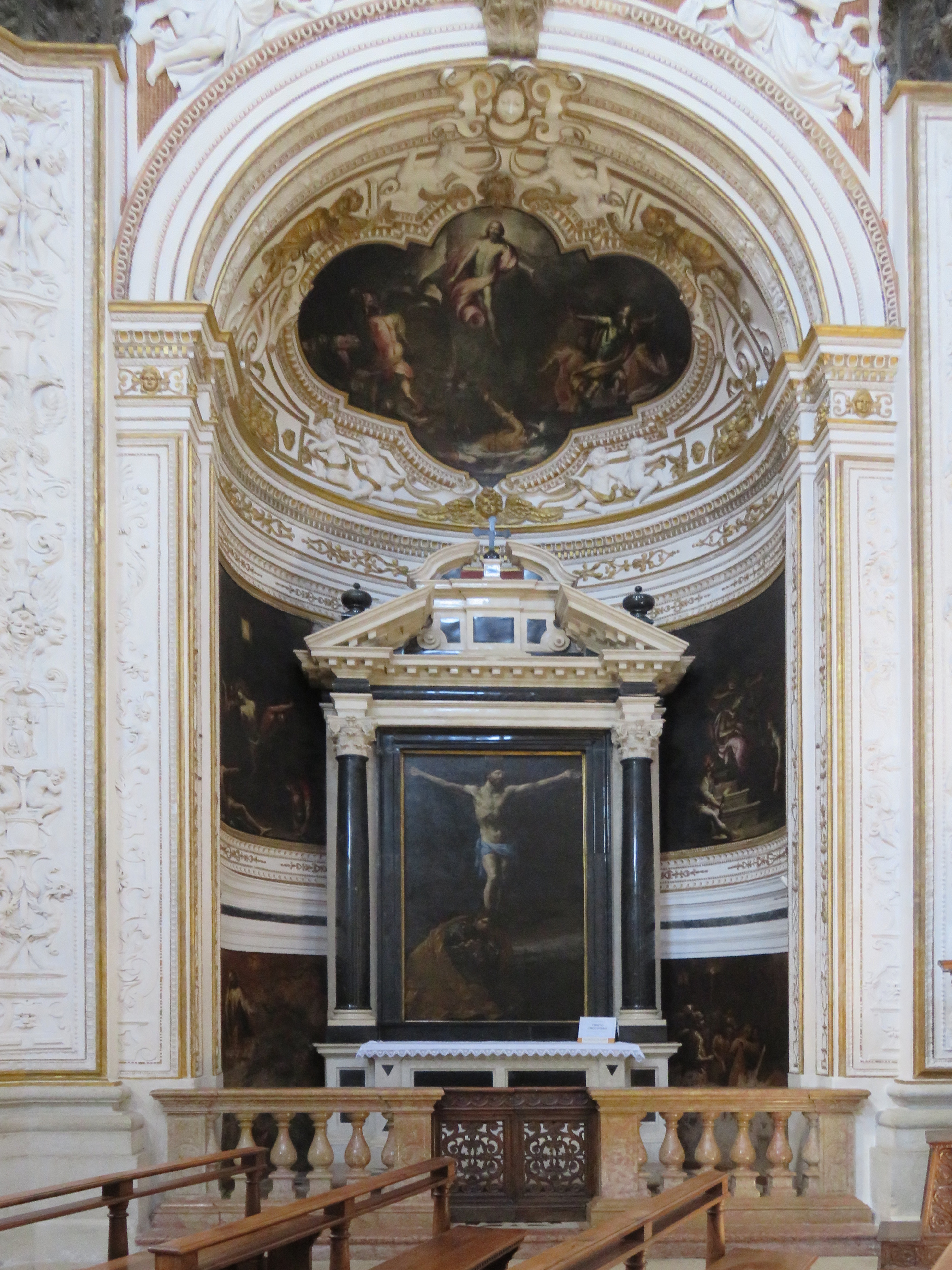
Cappella Cristo crocifisso
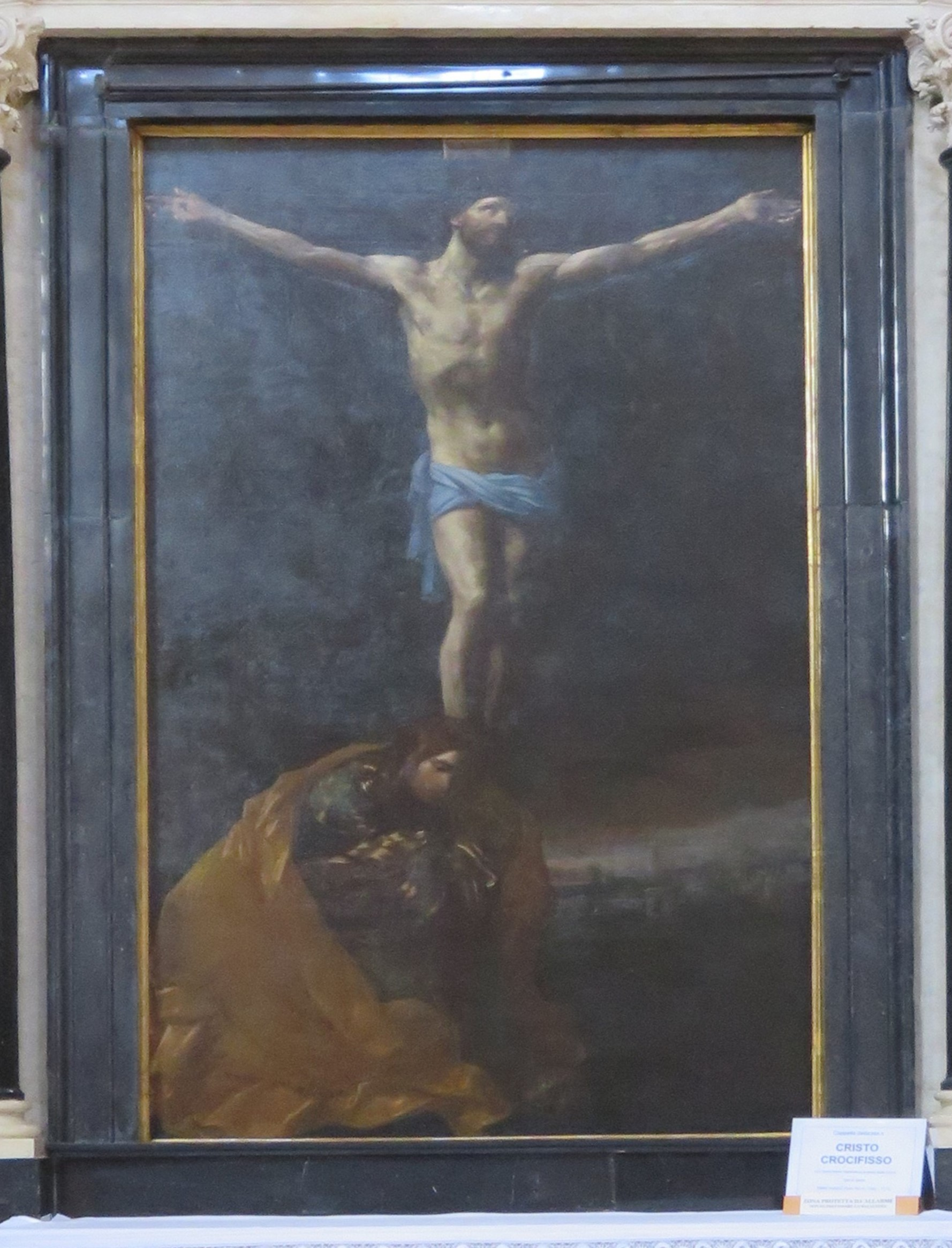
Pala di Cristo crocifisso con Maddalena, attribuita a Guido Reni
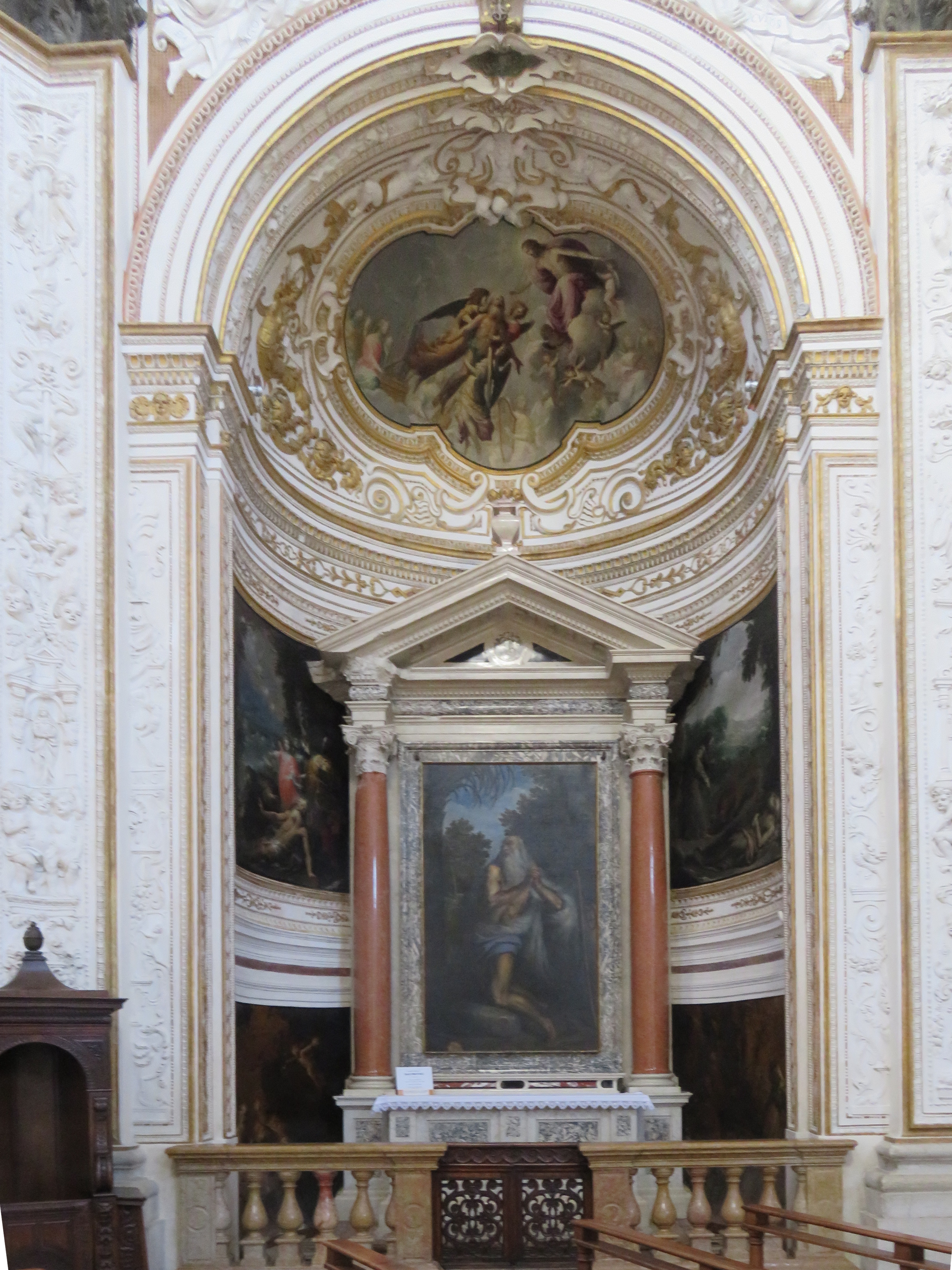
Cappella Sant'Onofrio
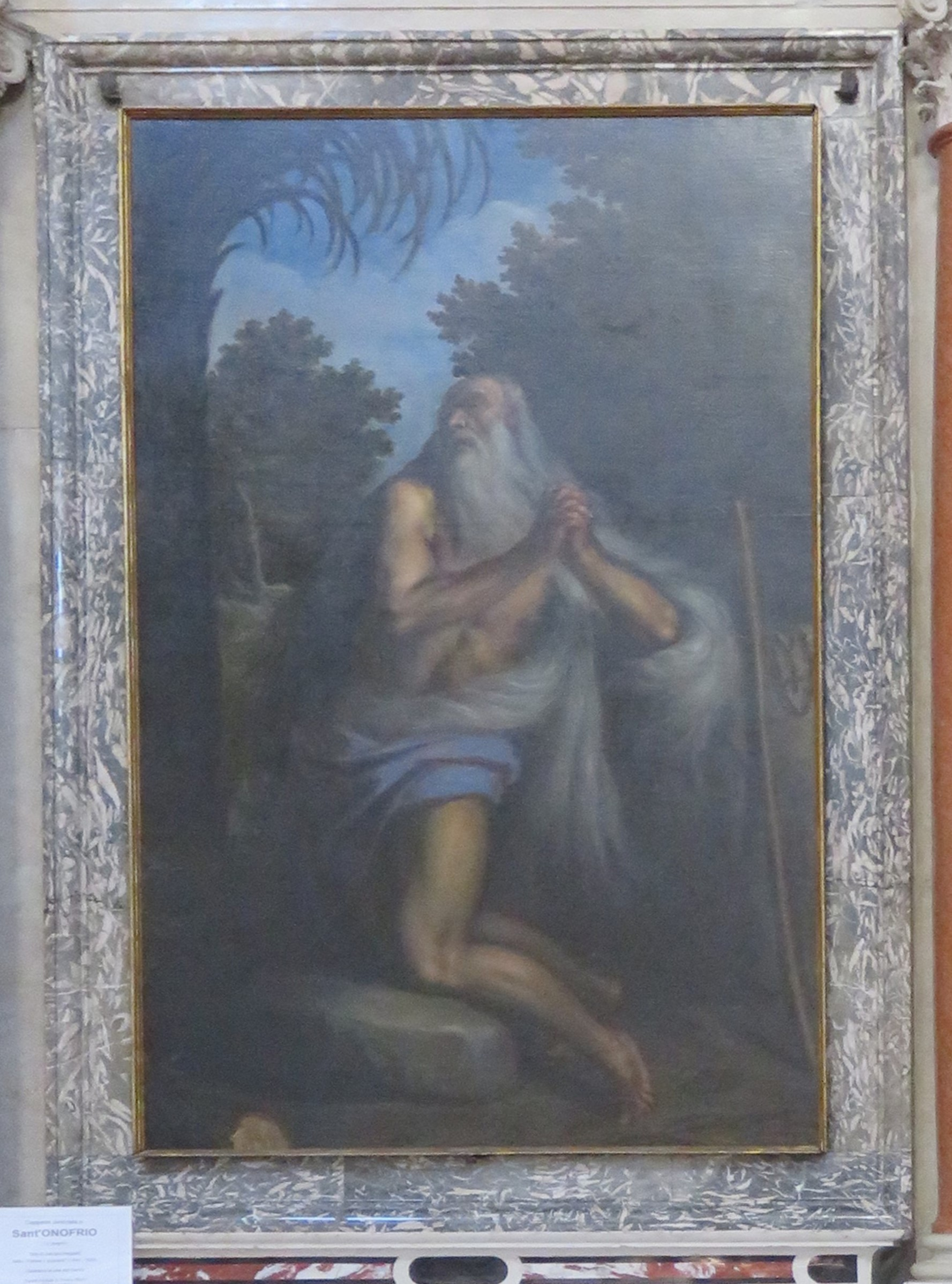
Pala di sant'Onofrio, opera di Jacopo Palma il Giovane

#### Cupola
Al centro della raffinata cupola ottagonale si può ammirare l'affresco barocco L'incoronazione di Maria in cielo, opera attribuita da alcune fonti a Martino Teofilo Polacco e da altre ad Antonio Gandino.
L'insieme è completamente rivestito da stucchi nei quali predomina il bianco con linee e particolari oro e bronzo.
Ogni lunetta o spazio libero da strutture portanti è ornato da affreschi o da dipinti a olio.